# Кърт Палка
Кърт Палка (на английски: Kurt Palka) е канадски писател и журналист с австрийски произход.

## Биография
Палка е роден през 1941 г. в Австрия, където получава и образованието си. Кариерата му започва в Африка, където пише за „Африкън Мирър“ и снима научнопопулярни филми в Кения и Танзания. След като се мести в Канада, работи за Си Ти Ви и Глобал Ти Ви като международен журналист, пише за американската и канадската периодика като „Кроникъл Хералд“ и „Глоуб и Мейл“ и работи като старши продуцент за Си Би Си.
Творбите му са преведени на дузина езици.
Романът му „Майсторът на пиана“ (The Piano Maker) се превръща в бестселър. А предишната му книга „Клара“ (излязла първо под заглавието „Пациентка номер седем“) е финалист за наградата „Хамет“.
„Клара“ разказва историята на начетена студентка по психология, чийто живот поема в нова посока, след като среща кавалерийския офицер Алберт. Двамата се женят, но скоро след сватбата им грозната сянка на Третия райх се спуска над Австрия и мъжът ѝ отива на фронта. Подобно на много съпруги, Клара остава сама в новата и особено жестока реалност. През дългите и трудни години на войната тя трябва да оцелее в окупираната от нацистите Австрия, докато отглежда децата си без баща им.
Любовно-историческият роман „Клара“ е посветен на жените и изпитанията пред тях по време на война.